# Mühleberg
Mühleberg es una comuna suiza del cantón de Berna, situada en el distrito administrativo de Berna-Mittelland.

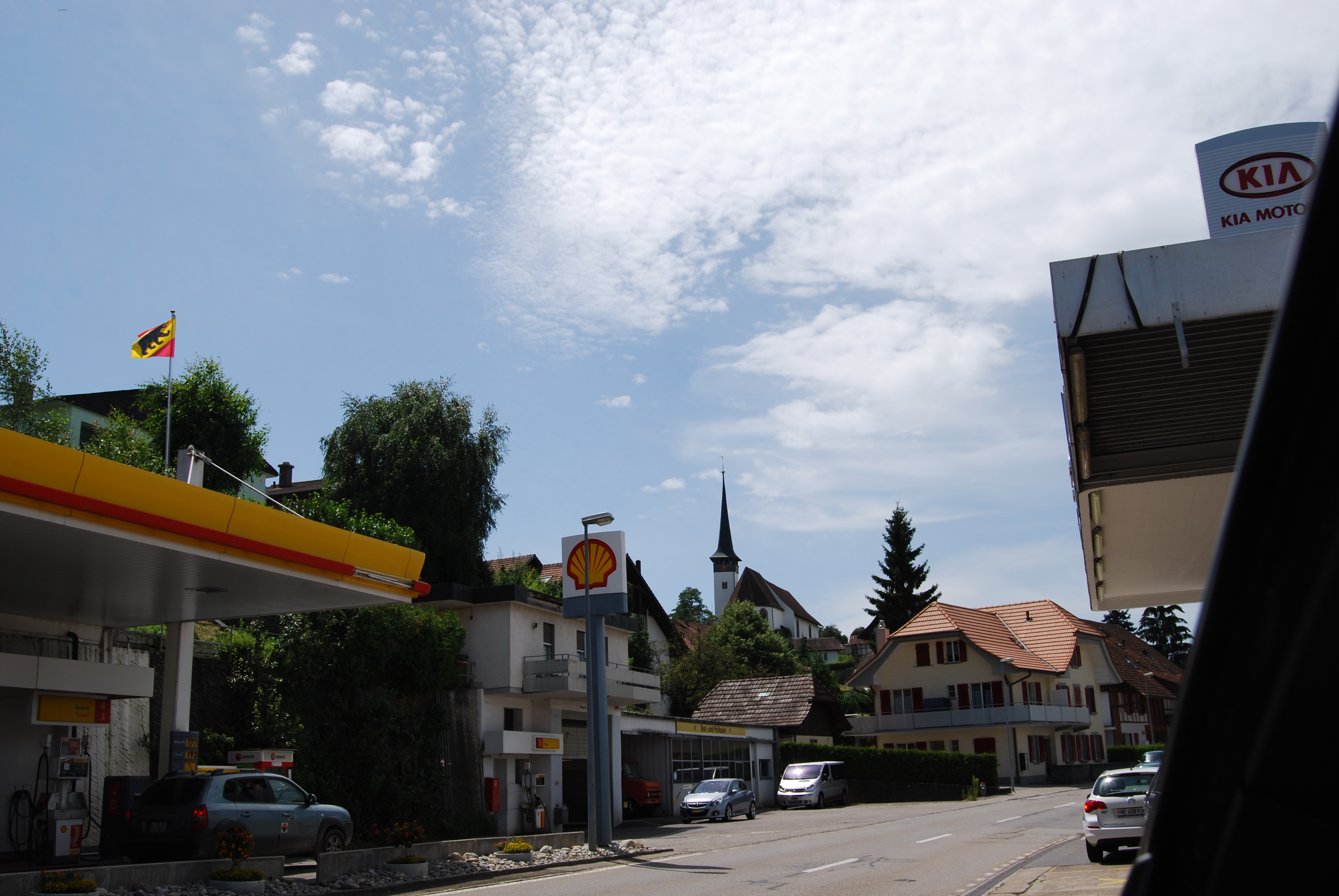
Mühleberg

## Geografía
Mühleberg se encuentra situada en la meseta suiza, a orillas del río Aar. La comuna limita al norte con las comunas de Golaten, Radelfingen y Wohlen bei Bern, al este con Frauenkappelen y Berna, al sur con Neuenegg, al suroeste con Laupen, al oeste con Ferenbalm, y al noroeste con Wileroltigen. Hasta el 31 de diciembre de 2009 estuvo situada en el distrito de Laupen.
La comuna está compuesta por las localidades de Allenlüften, Aumatt, Brand, Buch bei Mühleberg, Buttenried, Dällenbach, Eggenberg, Fluh, Fuchsenried, Gäu, Grossmühleberg, Gümmenau, Gümmenen, Haselholz, Heggidorn, Juchlishaus, Kirchmoos, Ledi, Mädersforst, Marfeldingen, Mauss, Michelsforst, Mühleberg, Niederruntigen, Oberei bei Mühleberg, Rosshäusern, Rüplisried, Rüplisried Mauss, Salzweid, Schnurrenmühle, Spengelried, Strassacker, Trüllern y Zihlacker. 

## Industria
- Central nuclear de Mühleberg, una de las cinco centrales nucleares suizas.
- Represa y la central hidroeléctrica de Mühleberg.

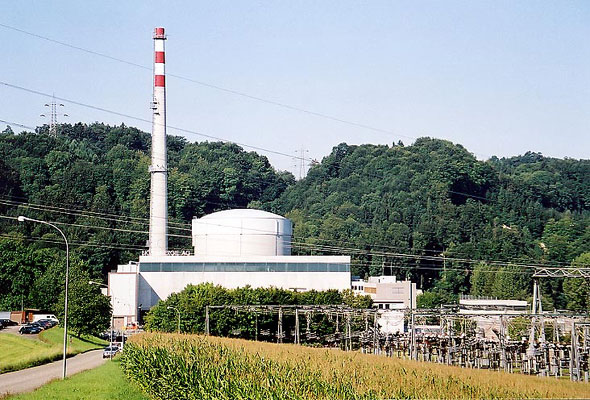
Central nuclear de Mühleberg.